# جورج باركر (لاعب كرة قدم)
جورج باركر (بالإنجليزية: George Barker)‏ (26 سبتمبر 1991 في المملكة المتحدة - ) هو لاعب كرة قدم بريطاني في مركز الهجوم. لعب مع برايتون أند هوف ألبيون وسويندون تاون ونادي بارنت ونادي ترانمير روفرز لكرة القدم ونادي ليويس ونيوبورت كونتي وGosport Borough F.C. ‏.

## وصلات خارجية
- جورج باركر على موقع قاعدة بيانات كرة القدم.إي يو (الإنجليزية)
- جورج باركر على موقع Soccerbase.com (لاعب) (الإنجليزية)
- جورج باركر على موقع Soccerway.com (الإنجليزية)